# Rhipicephalus armatus
Rhipicephalus armatus är en fästingart som beskrevs av Pocock 1900. Rhipicephalus armatus ingår i släktet Rhipicephalus och familjen hårda fästingar. Inga underarter finns listade i Catalogue of Life.